# David Price (homme politique, 1940)
Pour les articles homonymes, voir David Price (homonymie) et Price.
David Eugene Price, né le 17 août 1940 à Erwin (Tennessee), est un homme politique américain, élu démocrate de Caroline du Nord à la Chambre des représentants des États-Unis de 1987 à 1995 et de 1997 à 2023.

## Biographie
David Price est originaire d'Erwin dans le comté d'Unicoi au Tennessee. Il obtient un bachelor of arts de l'université de Caroline du Nord en 1961 et un Bachelor of Divinity de l'université Yale en 1964. De 1963 à 1967, il travaille pour le sénateur démocrate d'Alaska Bob Bartlett (en). En 1967, il devient enseignant à Yale et décroche parallèlement son doctorat.
À partir de 1973, il devient professeur de sciences politiques à l'université Duke à Durham,. Il quitte son poste en 1986 pour se présenter à la Chambre des représentants des États-Unis. Candidat dans le 4e district de Caroline du Nord, dans le Research Triangle, il est élu représentant avec 56 % des voix face au républicain sortant Bill Cobey (en),. Il est réélu avec 58 % des voix en 1988 et 1990 puis avec 64,6 % des suffrages en 1992.
Lors de la « révolution républicaine » de 1994, il est battu de justesse (50,4 % contre 49,6 %) par le chef de la police de Raleigh, le républicain Fred Heineman (en). Deux ans plus tard, il est le favori pour retrouver son siège : Heineman est critiqué pour avoir affirmé qu'une personne gagnant comme lui 183 500 dollars fait partie de la classe moyenne et le district est plutôt favorable aux démocrates. Price défait le républicain en rassemblant 54,4 % des voix contre 43,8 % pour Heineman. De 1998 à 2010, il est réélu tous les deux ans avec des scores compris entre 57 et 65 % des suffrages.
En 2011, son district — qui englobait les comtés de Durham et d'Orange ainsi que l'ouest du comté de Wake et le nord-est du comté de Chatham — est redécoupé par la législature républicaine de l'État. Il s'étend désormais de Burlington à Fayetteville. Le représentant du 13e district voisin, le démocrate Brad Miller (en), voit sa circonscription devenir favorable aux républicains et réside dorénavant dans le 4e district. Après des hésitations, celui-ci choisit finalement de ne pas se présenter face à Price. Dans ce nouveau district plus favorable encore aux démocrates, Price est réélu avec près de 75 % des voix en 2012 et 2014.

## Historique électoral

### Chambre des représentants
| Année | David Price | Rép    | Lib   | Ind   | NLP   |
| ----- | ----------- | ------ | ----- | ----- | ----- |
| Année |             |        |       |       |       |
| 1986  | 56,0 %      | 44,0 % | —     | —     | —     |
| 1988  | 58,0 %      | 42,0 % | —     | —     | —     |
| 1990  | 58,0 %      | 42,0 % | —     | —     | —     |
| 1992  | 64,6 %      | 33,7 % | 1,7 % | —     | —     |
| 1994  | 49,6 %      | 50,4 % | —     | —     | —     |
| 1996  | 54,4 %      | 43,8 % | 1,4 % | 0,4 % | 0,4 % |
| 1998  | 57,4 %      | 41,6 % | 1,0 % | —     | —     |
| 2000  | 61,6 %      | 36,6 % | 1,7 % | —     | —     |
| 2002  | 61,2 %      | 36,1 % | 2,7 % | —     | —     |
| 2004  | 64,1 %      | 35,9 % | —     |       | —     |
| 2006  | 65,0 %      | 35,0 % | —     | —     | —     |
| 2008  | 63,3 %      | 36,7 % | —     | —     | —     |
| 2010  | 57,2 %      | 42,8 % | —     | —     | —     |
| 2012  | 74,5 %      | 25,5 % | —     | —     | —     |
| 2014  | 74,7 %      | 25,3 % | —     | —     | —     |
| 2016  | 68,4 %      | 31,6 % |       | —     | —     |
| 2020  | 67,3 %      | 32,7 % |       | —     | —     |